# アンドリュー・リッジリー
アンドリュー・リッジリー（Andrew Ridgeley、1963年1月26日 - ）は、イングランド出身の歌手、シンガーソングライター、ギタリスト、実業家。ジョージ・マイケルと共にポップデュオであるワム!で活躍した。兄のポール・リッジリーはバナナラマのドラマー。

## 略歴
イングランド南東部のサリー州ウィンドルシャムで、エジプト系イタリア人の父アルバート (Albert)・リッジリーと、イギリス人の母ジェニファー (Jennifer)・リッジリーの間に生まれる。
ロンドン郊外のハートフォードシャー州ブッシーで、少年時代を過ごした。母が教師を務めるブッシー・ミーズ・スクールに入学し、そこでジョージ・マイケルと出会った。

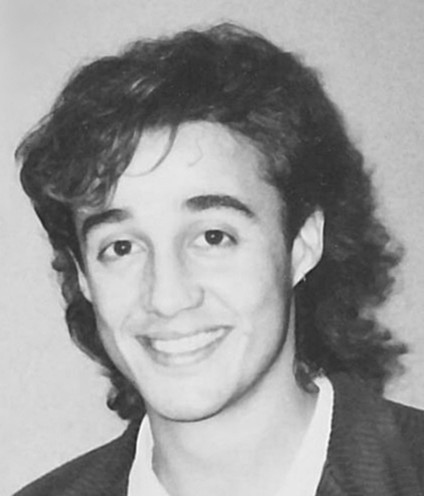
ワム!時代（1980年代）

1979年にジョージと共に「エグゼクティブ」を結成する。メンバーは、ジョージ・マイケル、アンドリュー・リッジリーの他、アンドリューの兄のポール・リッジリー、デヴィッド・オースティン、アンドリュー・リーヴァーの5人。複数のレコード会社に売り込むが相手にされず、すぐに解散する。そして1981年にワム!をジョージと2人で結成する。（ワム!について詳細は同項参照。）ワム!は大きな成功を収めて1986年に解散する。
ワム!解散後、レーサーを志望してモナコに移住。四輪レースへのチャレンジを表明。イギリスを拠点に活動するデビッド・プライス・レーシングに採用され、ポール・ベルモンド、ファビエン・ジロイのチームメイトとして1986年のフランスF3選手権に4戦、ドイツF3選手権に2戦参戦する。しかし、荒々しいドライビングから度々事故を引き起こしたため、成功を収められないまま1年でレース活動を終了した。なお、同年9月21日に行われたフランスF3第8戦でレーススタート直後に他車と接触アクシデントを起こしリタイアしているが、ともに0周リタイアしたのは当時フランスに武者修行中の片山右京であり、このレースの優勝者はジャン・アレジだった。
その後はアメリカに渡り、ロサンゼルスで演技の勉強をしたものの、イギリスへ帰国。1990年にCBS・ソニーレコード（現在のソニー・ミュージック）からソロ・アルバム『Son of Albert』及びシングル2枚（「SHAKE」と「RED DRESS」 ）をリリースするが、セールス的に失敗してレコード会社との契約を解消され、以後は音楽活動からも退く。
その後、兄と共にサーフィンに興じていた際、水質汚染が原因で兄が感染症になった事がきっかけで、彼らの回復後に環境保護主義者としての活動を始める。現在はサーフィン用具の製造会社の共同経営者を務め、環境保護活動も積極的に行なっている。
2006年12月にジョージのソロ公演にゲスト出演し、20年ぶりに2人でステージに上がり「ラスト・クリスマス」等を演奏。その後再結成の話も持ち上がったが、最終的には流れた。

## 私生活
バナナラマのカレン・ウッドワードとは、未婚のまま1990年以降同居していたものの、2017年に関係を解消後2019年に復縁した。ゴルフはハンデ12の腕前で、プレミアリーグのクイーンズ・パーク・レンジャーズFCの熱心なサポーターとしても知られる。

## ディスコグラフィ

### アルバム
- 『SON OF ALBERT』 - Son of Albert (1990年)

### シングル
- 「SHAKE」 - "Shake" (1990年)
- 「RED DRESS」 - "Red Dress" (1990年) ※ジョージ・マイケルがコーラスで参加。

※ビルボードの最高位は『SON OF ALBERT』が130位、「SHAKE」が77位、「RED DRESS」はランク外。なお、「Mexico」（『SON OF ALBERT』収録曲）が3rdシングルとして発売される予定であったが発売中止となった。理由は不明。

## レース戦歴

### フランス・フォーミュラ3選手権
| 年     | エントラント                   | シャーシ       | エンジン | 1       | 2       | 3   | 4   | 5   | 6   | 7   | 8       | 9   | 10     | 11  | 順位 | ポイント |
| ------ | ------------------------------ | -------------- | -------- | ------- | ------- | --- | --- | --- | --- | --- | ------- | --- | ------ | --- | ---- | -------- |
| 1986年 | デビッド・プライス・レーシング | レイナード 863 | VW       | NOG Ret | ALB Ret | MAG | PAU | LAC | ROU | LEC | ALB Ret | BUG | NIM 15 | CET | NC   | 0        |

### ドイツ・フォーミュラ3選手権
| 年     | エントラント                   | シャーシ       | エンジン       | クラス | 1   | 2   | 3   | 4   | 5   | 6   | 7   | 8        | 9       | 10  | 11   | 順位 | ポイント |
| ------ | ------------------------------ | -------------- | -------------- | ------ | --- | --- | --- | --- | --- | --- | --- | -------- | ------- | --- | ---- | ---- | -------- |
| 1986年 | デビッド・プライス・レーシング | レイナード 863 | アルファロメオ | A      | ZOL | WUN | HOC | NOR | ERD | ÖST | NÜR | ZOL2 Ret | NÜR2 20 | SAL | NÜR3 | NC   | 0        |